# Patagonykus
Patagonykus je rodem malého dravého (teropodního) dinosaura, žijícího v období svrchní křídy na území dnešní Argentiny. Holotyp sestává z nekompletní, ale dobře zachované postkraniální kostry, postrádající lebku. Zachovány jsou četné obratle, korakoidy, částečně přední končetina, pánevní pletenec a zadní končetiny. Patagonykus byl asi 1 metr dlouhý a vážil kolem 3,5 kg. Podle jiných odhadů dosahoval délky asi 1,7 metru.